# New Computerized Transit System
New Computerized Transit System (NCTS) ist ein computergestütztes Zollsystem.
Es wurde 2002 eingeführt und ist seit dem 1. April 2006 Pflicht für Zugelassene Empfänger/Versender. Es ermöglicht die Abwicklung des Unions-/gemeinsamen Versandverfahrens unter Zuhilfenahme der elektronischen Datenverarbeitung. Es löst damit das veraltete und zeitaufwendige Versandverfahren in Papierform ab. Jedes Versandverfahren, das im/mit NCTS eröffnet wurde, kann an jeder Zollstelle beendet werden. NCTS kann nur ausgeführt werden, wenn der Teilnehmer über ein zertifiziertes Zollprogramm verfügt.
Versandvorgänge (z. B. T1) werden zusätzlich unter ihrer MRN (Master-Reference-Number, z. B. 07DE330212345678M9) für ca. 14 Tage in einer EU-Datenbank gespeichert, somit können auch Nicht-ATLAS-Teilnehmer feststellen, wann die Sendung:
- überlassen wurde (das Versandverfahren eröffnet wurde)
- eine Durchgangszollstelle erreichte
- bei der Bestimmungszollstelle eingegangen ist
- bei der Bestimmungszollstelle beendet wurde.

Durch das NCTS sollen folgende Ziele verfolgt/gewährleistet werden:
- Beschleunigung des Versandverfahrens
- Sicherung gegen Betrug
- Größere Effizienz

## Teilnehmende Staaten
Unions- und gemeinsames Versandverfahren
NCTS wird im Zollgebiet der Union angewendet. Dazu gehören neben den Mitgliedsstaaten der Europäischen Union auch Monaco, Nordirland gilt als zugehörig.
Unionsversandverfahren
Am Unionsversandverfahren nehmen weiterhin die Staaten San Marino und Andorra teil.
Gemeinsames Versandverfahren
Am Gemeinschaftlichen Versandverfahren nehmen noch die vier EFTA-Länder (Schweiz, Liechtenstein, Norwegen, Island), sowie die Türkei (seit 1. Dezember 2016), Nordmazedonien (seit 1. Juli 2015), Serbien (seit 1. Februar 2016), das Vereinigte Königreich (ohne Nordirland; seit 31. Januar 2020) und die Ukraine (seit 1. Oktober 2022) teil.
Somit sind innerhalb Europas ca. 3.000 Zollstellen miteinander vernetzt.
In Deutschland wird das NCTS mit Hilfe des ATLAS-Programms möglich.